# Ennerdale and Kinniside
Ennerdale and Kinniside är en civil parish i Storbritannien.   Den ligger i grevskapet Cumbria och riksdelen England, i den centrala delen av landet, 400 km nordväst om huvudstaden London. Ennerdale and Kinniside ligger vid sjön Ennerdale Water.